# Gare d’Aumont-Aubrac
Gare d’Aumont-Aubrac – stacja kolejowa w Aumont-Aubrac, w departamencie Lozère, w regionie Oksytania, we Francji. Obecnie jest zarządzana przez SNCF (budynek dworca) i przez RFF (infrastruktura).
Stacja jest obsługiwana przez pociągi Intercités, TER Languedoc-Roussillon i TER Auvergne  oraz pociągi towarowe Fret SNCF.

## Położenie
Znajduje się na km 641,898 linii Béziers – Neussargues, pomiędzy stacjami Marvejols i Saint-Chély-d’Apcher, na wysokości 1041 m n.p.m.

## Linie kolejowe
- Béziers – Neussargues